# Старий Корчин
Старий Корчин (пол. Stary Korczyn) — село в Польщі, у гміні Новий Корчин Буського повіту Свентокшиського воєводства.
Населення — 276 осіб (2011).

## Історія
Нинішній Старий Корчин раніше складався з трьох сіл: Корчин Старий, Корчин Подуховий і Віняр Гурне (пол. Korczyn Stary, Korczyn Poduchowny, Winiary Górne).
Деякий час (1940-1950-ті роки) Корчин-Подуховий був окремою громадою в гміні Опатовець.

## Адміністративний поділ
У 1975-1998 роках село належало до Келецького воєводства.

## Демографія
Демографічна структура на день 31 березня 2011 року:
|          | Загалом | Допрацездатний вік | Працездатний вік | Постпрацездатний вік |
| -------- | ------- | ------------------ | ---------------- | -------------------- |
| Чоловіки | 140     | 25                 | 97               | 18                   |
| Жінки    | 136     | 14                 | 79               | 43                   |
| Разом    | 276     | 39                 | 176              | 61                   |